# Ilha das Enxadas
A Ilha das Enxadas localiza-se no interior da baía de Guanabara, na cidade e estado do Rio de Janeiro, no Brasil. Integra o arquipélago de Santa Bárbara.

## História
As primeiras informações históricas a seu respeito datam de 1619, quando o Governador e Capitão-Geral da Capitania do Rio de Janeiro, Rui Vaz Pinto, permitiu aos religiosos da Ordem dos Carmelitas dali retirar a pedra necessária à edificação do Convento e Igreja do Carmo.
No início do século XIX a ilha pertencia ao Capitão Filipe Antônio Barbosa, que nela mantinha casa de sobrado, capela, armazém e cais. Por essa razão, à época da chegada da Família Real Portuguesa ao Brasil (1808) foi requisitada pelo Príncipe-Regente D. João, para servir como hospital a marinheiros ingleses, função que exerceu por curto espaço de tempo.
Em 1869, a ilha foi adquirida pelo Governo Imperial a fim de abrigar o depósito de material de construção das instalações do Arsenal de Marinha do Rio de Janeiro (AMRJ), tendo servido posteriormente como sede da Escola de Aviação Naval, da Escola Naval, e da Escola de Educação Física da Marinha do Brasil.
Foi em suas águas que amerissou o hidroavião Santa Cruz, com os lendários Gago Coutinho e Sacadura Cabral, em 17 de junho de 1922.
Sede do Centro de Instrução Almirante Wandenkolk desde dezembro de 1945, nela foi instalado um Criatório Conservacionista que abrigava mais de 80 exemplares de aves da fauna brasileira e de outros países. Atualmente, não havendo tais espécies.